# Chính sách thị thực của Armenia
Armenia cho phép công dân của một số quốc gia và vùng lãnh thổ đến Armenia với mục đích du lịch hoặc công tác mà không cần xin thị thực hoặc cho phép họ xin thị thực tại cửa khẩu hoặc trực tuyến. Đối với một số quốc gia việc bãi bỏ thị thực không nhất định, và không dựa trên thỏa thuận song phương. Công dân của Cộng đồng các Quốc gia Độc lập và tất cả các quốc gia thành viên Liên minh Kinh tế Á Âu và Liên minh Châu Âu có thể đến Armenia mà không cần thị thực.

## Bản đồ chính sách thị thực

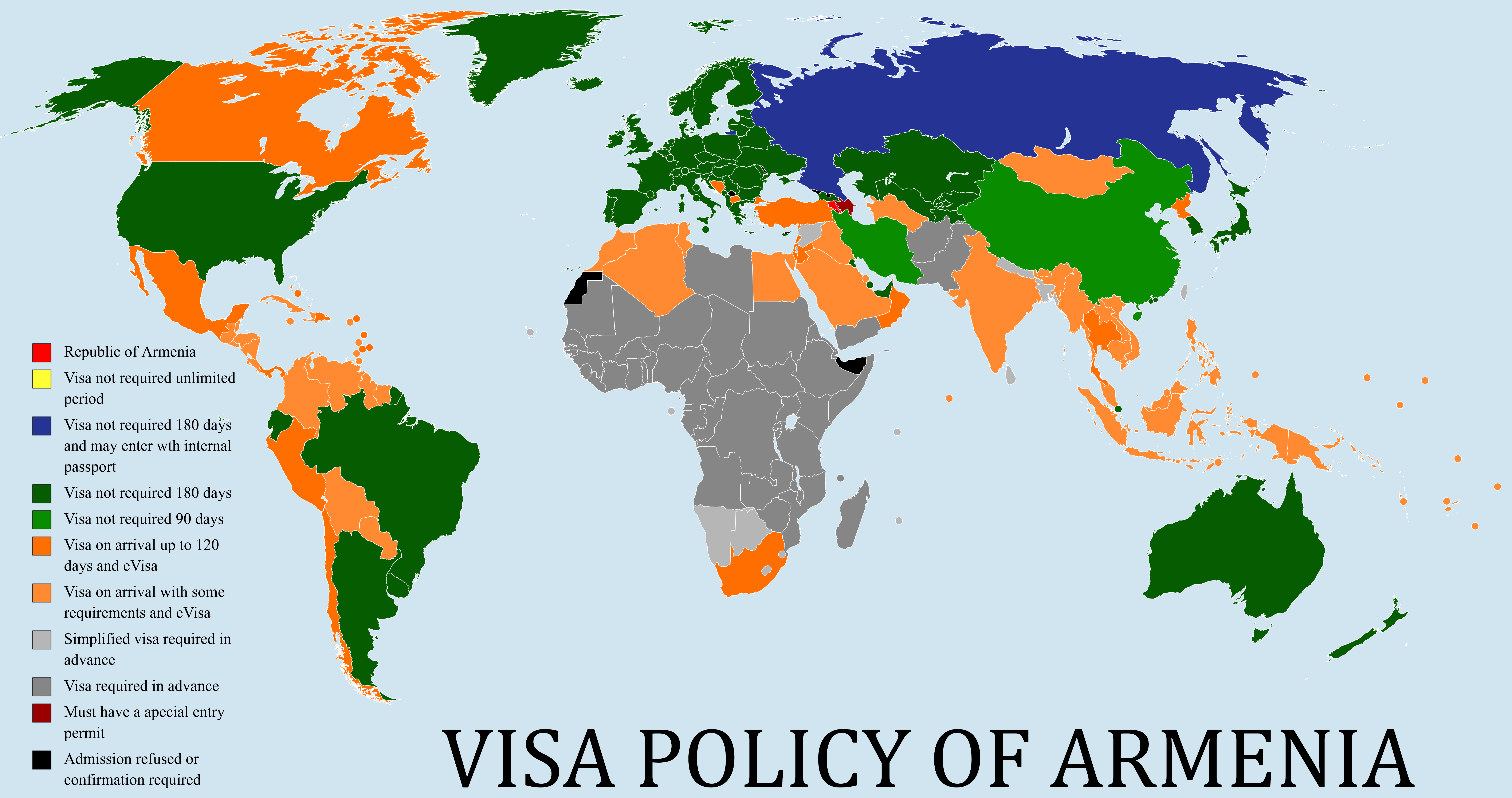
Chính sách thị thực Armenia
Armenia
Miễn thị thực (180 ngày)
Miễn thị thực (90 ngày)
Thị thực tại cửa khẩu hoặc trực tuyến (120 ngày)
Cần thị thực

## Các quốc gia được bãi bỏ thị thực
Người sở hữu hộ chiếu từ 56 quốc gia sau không cần thị thực để đến Armenia trong vòng 180 ngày trong mỗi chu kỳ 1 năm:
| - Tất cả công dân Liên minh Châu Âu \| - Andorra - Argentina - Artsakh - Azerbaijan - Belarus - Brasil - Gruzia - Iceland - Iran (90 ngày) - Nhật Bản - Kazakhstan - Kyrgyzstan - Liechtenstein - Macao (90 ngày) - Moldova \| - Monaco - Montenegro - Na Uy - Qatar - Nga[Note 1] - San Marino - Thụy Sĩ - Tajikistan (90 ngày) - Ukraina - Các Tiểu vương quốc Ả Rập Thống nhất - Hoa Kỳ - Uruguay - Uzbekistan - Thành Vatican \| \| | |  |
| - Andorra - Argentina - Artsakh - Azerbaijan - Belarus - Brasil - Gruzia - Iceland - Iran (90 ngày) - Nhật Bản - Kazakhstan - Kyrgyzstan - Liechtenstein - Macao (90 ngày) - Moldova | - Monaco - Montenegro - Na Uy - Qatar - Nga - San Marino - Thụy Sĩ - Tajikistan (90 ngày) - Ukraina - Các Tiểu vương quốc Ả Rập Thống nhất - Hoa Kỳ - Uruguay - Uzbekistan - Thành Vatican |  |

Ngoài ra, người sở hữu hộ chiếu phổ thông để làm việc công được cấp bởi  Trung Quốc.
Armenia dự tính ký thỏa thuận miễn thị thực với  Serbia.
Armenia Ký thỏa thuận bãi bỏ thị thực với hộ chiếu ngoại giao và công vụ của  Bosna và Hercegovina vào 30 tháng 8 năm 2017 và chưa được thông qua.
Người sở hữu hộ chiếu ngoại giao hoặc công vụ của Trung Quốc, Ai Cập, Iran, Kuwait, Liban, Mexico, Philippines, Serbia, Singapore, Syria, Hàn Quốc, Turkmenistan, Việt Nam và người sở hữu hộ chiếu ngoại giao của Ấn Độ và Các Tiểu vương quốc Ả Rập Thống nhất không cần thị thực để đến Armenia.

## Thị thực tại cửa khẩu
Du khách đi du lịch (trừ khi đến từ những nước được liệt kê dưới đây) có thể xin thị thực tại cửa khẩu để ở lại tối đa ngày 120 với giá 15.000 AMD. Họ cũng có thể xin thị thực trực tuyến từ trước.
Thị thực tại cửa khẩu có thể được cấp ở các điểm kiểm tra nhập cư sau:
- Sân bay và ga tàu quốc tế:
  - Sân bay quốc tế Zvartnots (Yerevan)
  - Sân bay Shirak (Gyumri, tỉnh Shirak)
  - Ga tàu Ayrum (Ayrum, tỉnh Tavush, giáp với Gruzia)
- Điểm kiểm tra trên cạn:
  - Bagratashen, tỉnh Tavush (giáp với Gruzia)
  - Bavra, tỉnh Shirak (giáp với Gruzia)
  - Gogavan, tỉnh Lori (giáp với Gruzia)
  - Meghri, tỉnh Syunik (giáp với Iran)

Công dân của các quốc gia sau không thể xin thị thực tại cửa khẩu, và chỉ có thể xin thị thực tại đại sứ hoặc lãnh sự quán Armenia, và chỉ với thư mời:
| - Tất cả các nước châu Phi (trừ St. Helena) trừ Nam Phi - Afghanistan - Bangladesh - Nepal - Pakistan | - Palestine - Ả Rập Saudi - Sri Lanka - Syria - Việt Nam |  |

Công dân  Iraq cũng không được xin thị thực tại cửa khẩu, và chỉ có thể xin tại đại sứ quán, nhưng không cần thư mời.

## Thị thực điện tử
Du khách nước ngoài mà có thể xin thị thực tại cửa khẩu cũng có thể xin trực tuyến. Thị thực điện tử cho phép ở lại lên đến 120 ngày hoặc 21 ngày với giá US$31 hoặc US$6.